# 曹公桥 (肥东县)
曹公桥，是位于中国安徽省合肥市肥东县撮镇镇的一个明代古建筑，2001年入选第三批肥东县文物保护单位。
曹公桥是一座三孔石拱桥，始于明朝万历三十五年（1607年）由时任合肥县令曹光彦主修，建成后成为合巢两地通行店埠河的重要通道。1970年代，政府主持当地民众对河道进行拓宽取直，曹公桥下的河道被改变走向，使得桥不再横跨店埠河。桥身为青石材质，东西走向，桥面为青石板平铺，长60米，宽10米，原桥栏现已不存在，现存清朝康熙年间立的一通桥碑。